# マイルズ モニター

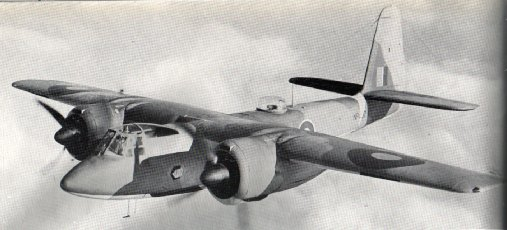

マイルズ モニター (Miles Monitor) は、第二次世界大戦後期にイギリス空軍とイギリス海軍用に製作されたマイルズ社製の標的曳航機である。
第二次世界大戦当時、使用されていた標的曳航機を大幅に上回る最高速度や操縦性を有した双発機だったが、生産開始後間もなく終戦となったことと、終戦によって余剰となったデ・ハビランド モスキートやフェアリー ファイアフライが標的曳航任務に回されることにより、本機の存在価値はなくなってしまった。そのため、生産発注はキャンセルとなり、海軍用に20機が生産されただけで終わった（試作機は除く）。

## スペック
- 全幅: 17.15 m
- 全長: 14.53 m
- 全高: 4.34 m
- 機体重量: 7,189 kg
- エンジン: ライト　サイクロンR2600 空冷星型14気筒エンジン 出力1,700hp×2
- 最大速度: 531 km/h
- 航続距離: 4,426 km
- 武装：なし
- 乗員: 2名